# Elethyia albirufalis
Elethyia albirufalis là một loài bướm đêm trong họ Crambidae.